# Gigantoraptor
Gigantoraptor é um gênero de dinossauro que viveu no final do período Cretáceo (cerca de 70 milhões de anos) cujos fósseis foram descobertos na Mongólia Interior e na China. Seu peso de 1,4 toneladas e enormes proporções (cerca de 9 metros de comprimento e 3,5 de altura) são um desafio para as teorias que sugeriam que os dinossauros carnívoros diminuíram de tamanho conforme seu corpo foi se assemelhando ao das aves, uma vez que se acredita que os terópodes foram os antepassados dos pássaros que vivem na Terra hoje em dia.
O único espécime de Gigantoraptor foi descoberto em Saihangaobi (China). O Gigantoraptor pertence aos Oviraptorosauria, grupo cujo nome provém do Oviraptor, sendo o Gigantoraptor o maior quando comparado com os membros conhecidos. O maxilar inferior desprovido de dentes estava provavelmente equipado com um bico ósseo. A proporção das suas patas traseiras é maior que a de outro terópodes de tamanho semelhante, o que indica uma adaptação a corrida rápida. A presença de penas no Gigantoraptor ainda se encontra aberta a discussão.